# Gazdasági tevékenységek egységes ágazati osztályozási rendszere
A gazdasági tevékenységek egységes ágazati osztályozási rendszere, rövidítve TEÁOR a magyarországi statisztikai adatgyűjtéseknél használatos kódrendszer.

## A hatályos TEÁOR '08
A jelenleg hatályos kódrendszer az Európai Unió osztályozási rendszerén (NACE Rev.2.) alapul, amelynek az átvétele a tagállamoknak 2008. január 1-jétől kötelező. (Az EU kódrendszere illeszkedik az ENSZ által használt ISIC rendszerhez.) Az egymáshoz illeszkedő osztályozási rendszerek célja az, hogy az egyes nemzeti statisztikák azonos módszertan szerint készüljenek, így egymással összehasonlíthatóak legyenek.
A tevékenységek osztályozási rendszere az egyes gazdasági tevékenységeket osztályozza, függetlenül
- a tevékenység végzéséhez használt technológiától,
- a tevékenységet végző gazdasági szervezet jellemzőitől (például vállalati forma, tulajdonviszonyok, méret stb.),
- a tevékenység piaci (profitorientált) vagy nonprofit jellegétől.

## Használata a cégnyilvántartásban
A TEÁOR-kódok változásai következtében szükséges cégiratok módosításáról a cégeknek kellett gondoskodniuk, az APEH részéről kiróható bírság terhével. Ez a rendelkezés a vállalkozások számára hátrányos volt és sok bosszúságot okozott nekik.
A törvény értelmében a TEÁOR-számok 2008. december 27-től nem váltak a cégnyilvántartás részévé. A TEÁOR-számok megváltozása esetében nem volt szükséges kötelező jogi képviselet igénybevétele mellett bírósághoz fordulni. A változásokat az adózás rendjéről szóló törvény hatályos szabálya szerint, közvetlenül az adóhatósághoz kellett bejelenteni.
2012-től a cégnyilvántartásban ismét kötelező a TEÁOR-számok feltüntetése.
A magyar jogszabályok előírják a cégek főtevékenységének, illetve többi tevékenységének nyilvántartását a cégnyilvántartás keretén belül. Főtevékenységnek számít az a tevékenység, amelyből a cég hozzáadott értékének legnagyobb hányada származik.

## A TEÁOR története
A statisztikáról szóló 1973. évi V. törvény végrehajtására kiadott kormányrendeletben foglalt felhatalmazás alapján a Központi Statisztikai Hivatal kidolgozta a gazdasági tevékenységek egységes osztályozási rendszerét, és a Statisztikai Közlöny (SK) mellékletébe foglalva, KSH közlemény formájában kiadta. Az idők során a kormányrendelet  változott (pl. 78/1990. (IV. 25.) MT rendelet).
Az európai integráció előkészítése során adták ki a TEÁOR '03, majd a helyébe lépő, ma hatályos TEÁOR '08 jelű osztályozást. (A két osztályozás közötti tájékozódást számos konkordancia-táblázat, segédlet könnyíti meg.)

### A KSH közleménye
A KSH gyakran adott ki közleményt az előző melléklet módosítására, illetve a KSH utasítással hatályon kívül helyezett melléklet helyett.
- 9017/1987. (SK 10.)
- 9018/1989. (SK 8.)
- 9026/1989. (SK 12.)
- 9007/1990. (SK 5.) KSH közlemény
- 9020/1990. (SK 12.) KSH közlemény (hatályon kívül helyezte az 1/1992 (SK 3.) KSH utasítás
- 9017/1991. (SK 8.) KSH közlemény

## Felépítése
Az osztályozási rendszer négyszintű hierarchiában rendezi el az egyes tevékenységeket:
1. nemzetgazdasági ág (1 alfabetikus karakter, nagybetű), például C = feldolgozóipar
2. ágazat (2 numerikus karakter), például 14 = ruházati termék gyártása
3. alágazat (ágazat kódja + 1 numerikus karakter), például 14.3 = kötött, hurkolt cikk gyártása
4. szakágazat (alágazat kódja + 1 numerikus karakter), például 14.31 = kötött, hurkolt harisnyafélék gyártása

## Nemzetgazdasági ágak betűjele
- A = mezőgazdaság, erdőgazdálkodás, halászat
- B = bányászat, kőfejtés
- C = feldolgozóipar
- D = villamosenergia-, gáz-, hőellátás, légkondicionálás
- E = vízellátás, szennyvíz gyűjtése, kezelése, hulladékgazdálkodás, szennyeződésmentesítés
- F = építőipar
- G = kereskedelem, gépjárműjavítás
- H = szállítás, raktározás
- I = szálláshely-szolgáltatás, vendéglátás
- J = kiadói tevékenység, műsorszolgáltatás, tartalomgyártás

- K = információ, kommunikáció
- L = pénzügyi, biztosítási tevékenység
- M = ingatlanügyletek
- N = szakmai, tudományos, műszaki tevékenység
- O = adminisztratív és szolgáltatást támogató tevékenység
- P = közigazgatás, védelem, kötelező társadalombiztosítás
- Q = oktatás
- R = humán-egészségügyi, szociális ellátás
- S = művészet, szórakoztatás, szabadidő
- T = egyéb szolgáltatás, (például szakszervezeti érdekképviselet, egyházi tevékenység, számítógépjavítás, fodrászat, temetkezés stb.)
- U = háztartás munkaadói tevékenysége, termék előállítása, szolgáltatás végzése saját fogyasztásra
- V = területen kívüli szervezet